# Bługowo (gmina Złotów)
Bługowo – wieś krajeńska w Polsce, położona w województwie wielkopolskim, w powiecie złotowskim, w gminie Złotów, nad południowym brzegiem jeziora Sławianowskiego Wielkiego.
| SIMC    | Nazwa     | Rodzaj    |
| ------- | --------- | --------- |
| 1009144 | Bługowiec | część wsi |

W latach 1975–1998 miejscowość administracyjnie należała do województwa pilskiego.
Bługowo jest siedzibą rzymskokatolickiej parafii św. Jakuba Większego Apostoła. We wsi stoi neoromański kościół św. Jakuba Apostoła.